# Chris Robertson
Chris Robertson (* 24. Oktober 1965) ist ein ehemaliger australischer Squashspieler und heutiger Squashtrainer.

## Karriere
Chris Robertson war zwischen 1984 und 1992 als Squashspieler aktiv und erreichte im März 1991 mit Rang zwei seine höchste Platzierung in der Weltrangliste. Er gewann im Laufe seiner Karriere zwei Titel auf der PSA Tour. 1984 wurde er Weltmeister der Junioren.
Mit der australischen Nationalmannschaft nahm er 1987, 1989 und 1991 an der Weltmeisterschaft teil. 1989 wurde er erstmals Weltmeister, im Finalspiel gegen Pakistan steuerte er einen Sieg gegen Zarak Jahan Khan zum 3:0-Erfolg bei. Zwei Jahre später folgte ein zweiter Titelgewinn mit einem 3:0-Finalsieg über England. Robertson gewann seine Partie gegen Peter Marshall mit 3:0.
Von 1986 bis 1991 stand er sechsmal im Hauptfeld der Einzelweltmeisterschaft. Dabei erreichte er jedes Mal mindestens das Viertelfinale. 1986 stand er sogleich im Halbfinale, das er gegen Ross Norman verlor. 1987 und 1988 scheiterte er jeweils im Viertelfinale an Jahangir bzw. Jansher Khan. Von 1989 bis 1991 stand er dreimal in Folge im Halbfinale, hatte aber zunächst zweimal gegen Jansher und letztlich einmal gegen Jahangir Khan das Nachsehen. 1992 stand er im Endspiel der British Open, das er gegen Jansher Khan verlor. Im Anschluss an diese Partie beendete er seine Karriere.
Nach seiner Spielerkarriere wurde Chris Robertson Squashtrainer. Von 1994 an betreute er 16 Jahre die walisische Nationalmannschaft, ehe er im Januar 2011 Nationaltrainer Englands wurde. Im Juli 2017 beendete er sein Engagement in England und trat den Posten des Cheftrainers in Hongkong an. Er trainierte auch zahlreiche Spieler, wie etwa Alex Gough oder Alison Waters.

## Erfolge
- Weltmeister mit der Mannschaft: 1989, 1991
- Gewonnene PSA-Titel: 2